# Raphia (bướm đêm)
Raphia là một chi bướm đêm thuộc họ Noctuidae. Đây là chi duy nhất thuộc phân họ Raphiinae.

## Loài
- Raphia abrupta Grote, 1864
- Raphia aethiops
- Raphia approximata
- Raphia cinderella  J. B. Smith, 1903
- Raphia corax
- Raphia elbea J. B. Smith, 1908
- Raphia frater Grote, 1864 (đồng nghĩa: Raphia coloradensis Putnam-Cramer, 1886)
- Raphia hybris Hübner, 1813
- Raphia illarioni
- Raphia obsoleta
- Raphia pallula H. Edwards, 1886
- Raphia peusteria
- Raphia piazzi Hill, 1927